# Portuguese Juniors 2013
Das Portuguese Juniors 2013 fand als bedeutendstes internationales Nachwuchsturnier Portugals im Badminton vom 29. November bis zum 1. Dezember 2013 in Caldas da Rainha statt. Es war die fünfte Auflage der Veranstaltung.

## Sieger und Platzierte
| Disziplin    | Gold                             | Silber                          | Bronze                          |
| ------------ | -------------------------------- | ------------------------------- | ------------------------------- |
| Herreneinzel | Max Weißkirchen                  | Luís Enrique Peñalver           | Manuel Vázquez                  |
| Herreneinzel | Max Weißkirchen                  | Luís Enrique Peñalver           | Blai Ramírez                    |
| Dameneinzel  | Luise Heim                       | Yvonne Li                       | Clara Azurmendi                 |
| Dameneinzel  | Luise Heim                       | Yvonne Li                       | Isabel Fernández                |
| Herrendoppel | Pierrick Deschenaux Joel König   | Dominik Bütikofer Eliot Marquis | Rover Babatido Lawrence de Pauw |
| Herrendoppel | Pierrick Deschenaux Joel König   | Dominik Bütikofer Eliot Marquis | Daan Philips Flor Spanhove      |
| Damendoppel  | Clara Azurmendi Isabel Fernández | Presence Beelen Ann Knaepen     | Olinda Pardo Min Zhao           |
| Damendoppel  | Clara Azurmendi Isabel Fernández | Presence Beelen Ann Knaepen     | Thea Johansen Charlotte Leinan  |
| Mixed        | Max Weißkirchen Luise Heim       | David Peng Yvonne Li            | Joel König Céline Burkart       |
| Mixed        | Max Weißkirchen Luise Heim       | David Peng Yvonne Li            | Rowan Scheurkogel Ann Knaepen   |